# Ophiologimus hexactis
Ophiologimus hexactis är en ormstjärneart som beskrevs av Hubert Lyman Clark 1911. Ophiologimus hexactis ingår i släktet Ophiologimus och familjen knotterormstjärnor. Inga underarter finns listade i Catalogue of Life.